# Petzl
Petzl é uma empresa francesa produtora de equipamentos para atividades esportivas (escalada, montanhismo, espeleologia, etc.) e profissional (trabalhos em altura, resgate em montanha, etc.) Foi fundada em 1975 por Ferdnand Petzl e possui sede em Crolles na França.